# Noua Atlantidă
Noua Atlantidă (în engleză New Atlantis) este un roman neterminat de Francis Bacon, care s-a publicat postum, în anul 1626. Cartea înfățișează planul unei societăți a cunoscătorilor, în care producătorii de cunoaștere difuzează către societate educație, medicină și tehnologie.

## Edițiune română
- Francis Bacon, Noua Atlantidă, traducere, aparat critic, studiu introductiv de Dana Jalobeanu, Editura Nemira, București, 2007